# Shatori Walker-Kimbrough
Pour les articles homonymes, voir Walker et Kimbrough.
Shatori Walker-Kimbrough est une joueuse de basket-ball américaine née le 18 mai 1995 à Baltimore, dans le Maryland.  

## Biographie
Pour 2017-2018, elle joue au Turquie avec Ormanspor.
Le soir de la draft WNBA 2020, le 17 avril 2020, le Mercury transfère son 10e choix, Jocelyn Willoughby, au Liberty contre l'ailière Shatori Walker-Kimbrough, puis le Lynx réalise la première transaction en transférant l'Australienne Stephanie Talbot contre le troisième tour de draft du Liberty de New York et sélectionne l'arrière Erica Ogwumike.
Libérée fin mai 2021 par le Sun du Connecticut, elle est engagée quelques jours plus tard par son ancienne équipe des Mystics de Washington.